# Margareta Beijer
Margareta Beijer, tidigare Weiler, född 1 november 1625 i Stockholm, död 18 mars 1675 i Stockholm, var chef för postverket 1669-1673. Hon hade som sådan yrket Sveriges rikes postmästarinna.

## Biografi
Margareta Beijer föddes 1625 i Stockholm. Hon var dotter till assessorn i Bergskollegium Hans Weiler och Brita Mårtensdotter. Hon gifte sig 1641 med Sveriges postmästare Johan von Beijer. Hon fick åtta barn, däribland postdirektören Johan Gustaf von Beijer och Margareta, stammoder till ätten Rehnberg. 
Hon övertog chefskapet från sin man, Johan von Beijer, efter dennes död 13 september 1669. Beijer skötte sitt uppdrag från Stockholms postkontor under kanslikollegiets överinspektion. År 1673 entledigades hon med en årlig pension på 600 daler silvermynt. Efter sin död två år senare begravdes hon i sin mans grav.
Att änkor övertog postmästarämbetet efter en död make förekom 40 gånger i Sverige fram till att det förbjöds 1722. Det godkändes ofta för att änkorna i realiteten hade skött sysslan redan under makens anställningstid, så som i Vadstena år 1691, där Beata Palm blev postmästare just med hänvisning att hon hade skött sysslan redan före makens död.

### Familj
Beijer gifte sig 3 oktober 1641 i Stockholm med Sveriges postmästare Johan von Beijer (1606–1669). De fick tillsammans barnen Anna Maria von Beijer (1643–1649), Regina Elisabet von Beijer (1644–1679) som var gift med revisionssekreteraren Mårten Brenner i Stockholm, direktören Johan Gustaf von Beijer (1646–1705), Margareta von Beijer (1648–1732) som var gift med underlagmannen Olof Stiernhöök, hovintendenten Zakarias Rehnberg och landshövdingen Mårten Lindhielm, Adolf von Beijer (1649–1654), Helena von Beijer (1651–1675) som var gift med presidenten Johan Stiernhöök, överstelöjtnanten Joakim Christian von Beijer (1652–1705), Maria Christina von Beijer (född 1653), Anna Beata von Beijer (1654–1655), Christina Maria von Beijer (1655–1682) som var gift med hovkanslern Georg Fredrik von Snoilsky, Maria Eufrosyne von Beijer (1657–1686) som var gift med kammarherren Gustaf von Snoilsky, Christina Regina von Beijer (1662–1719) som var gift med hovjunkaren Johan Ernst von Snoilsky och översten Carl Ludolph Leijonsten, Julianan von Beijer (född 1664) och Johan von Beijer.